# Drunken Lullabies
 (janvier 2018).
Albums de Flogging Molly
Swagger
(2000) Within a Mile of Home
(2004)
Drunken Lullabies est le deuxième album studio du groupe de punk celtique américain Flogging Molly, paru en 2002 et produit par le groupe lui-même et Ted Hutt (en).
L'album est certifié disque d'or aux États-Unis (pour 500 000 exemplaires vendus) par la Recording Industry Association of America (RIAA).
La chanson If I Ever Leave This World Alive est utilisée dans l'épisode 8 Vengeance aveugle (Scar Tissue en version originale) de la deuxième saison de The Shield (2003), dans l'épisode 5 Nostalgie Disco (Lude Awakening en VO) de la première saison de Weeds et dans le film PS I Love You.
La chanson-titre Drunken Lullabies est, quant à elle, utilisée dans le jeu vidéo Tony Hawk's Pro Skater 4.

## Liste des titres
Toutes les paroles sont écrites par Dave King, toute la musique est composée par Flogging Molly.
| 1.    | Drunken Lullabies                      | 3:51 |
| 2.    | What’s Left of the Flag                | 3:39 |
| 3.    | May the Living Be Dead (in Our Wake)   | 3:49 |
| 4.    | If I Ever Leave This World Alive       | 3:22 |
| 5.    | The Kilburn High Road                  | 3:42 |
| 6.    | Rebels of the Sacred Heart             | 5:11 |
| 7.    | Swagger                                | 2:05 |
| 8.    | Cruel Mistress                         | 2:58 |
| 9.    | Death Valley Queen                     | 4:18 |
| 10.   | Another Bag of Bricks                  | 3:44 |
| 11.   | The Rare Ould Times                    | 4:05 |
| 12.   | The Son Never Shines (on Closed Doors) | 4:24 |
| 45:09 |                                        |      |

| Titre bonus - Réédition Royaume-Uni (SideOneDummy Records, 11 février 2008) | Titre bonus - Réédition Royaume-Uni (SideOneDummy Records, 11 février 2008) | Titre bonus - Réédition Royaume-Uni (SideOneDummy Records, 11 février 2008) | Titre bonus - Réédition Royaume-Uni (SideOneDummy Records, 11 février 2008) | Titre bonus - Réédition Royaume-Uni (SideOneDummy Records, 11 février 2008) | Titre bonus - Réédition Royaume-Uni (SideOneDummy Records, 11 février 2008) | Titre bonus - Réédition Royaume-Uni (SideOneDummy Records, 11 février 2008) | Titre bonus - Réédition Royaume-Uni (SideOneDummy Records, 11 février 2008) | Titre bonus - Réédition Royaume-Uni (SideOneDummy Records, 11 février 2008) | Titre bonus - Réédition Royaume-Uni (SideOneDummy Records, 11 février 2008) |
| No                                                                          | Titre                                                                       | Durée                                                                       |                                                                             |                                                                             |                                                                             |                                                                             |                                                                             |                                                                             |                                                                             |
| --------------------------------------------------------------------------- | --------------------------------------------------------------------------- | --------------------------------------------------------------------------- | --------------------------------------------------------------------------- | --------------------------------------------------------------------------- | --------------------------------------------------------------------------- | --------------------------------------------------------------------------- | --------------------------------------------------------------------------- | --------------------------------------------------------------------------- | --------------------------------------------------------------------------- |
| 13.                                                                         | Rebels of the Sacred Heart (Live in L.A.)                                   | 5:43                                                                        |                                                                             |                                                                             |                                                                             |                                                                             |                                                                             |                                                                             |                                                                             |
| 50:57                                                                       |                                                                             |                                                                             |                                                                             |                                                                             |                                                                             |                                                                             |                                                                             |                                                                             |                                                                             |

## Crédits
| - Dave King : chant (frontman), guitare acoustique, banjo, bodhrán, cuillers, chœurs - Matt Hensley : accordéon - Nathen Maxwell : basse, chant (titre 8), chœurs - George Schwindt : batterie - Dennis Casey : guitare électrique, chœurs - Bridget Regan : fiddle, tin whistle, uilleann pipes, chœurs - Robert Schmidt : mandoline, banjo, bouzouki, chœurs | - Production, arrangements : Flogging Molly, Ted Hutt - Mastering : Robert Vosgien - Mixage, enregistrement (additionnel) : Patrick Shevelin, Ted Hutt - Enregistrement : Steve Albini - Photographie : Shawn Bishop, Lisa Johnson |